# Don DeLillo
Donald Richard DeLillo, detto Don (New York, 20 novembre 1936), è uno scrittore, drammaturgo e sceneggiatore statunitense.

## Biografia
DeLillo nasce e cresce a Belmont, nei pressi di Arthur Avenue, un quartiere del Bronx (New York), figlio di modesti immigrati italiani originari di Montagano (in provincia di Campobasso), emigrati negli Stati Uniti subito dopo la Grande Guerra
. Frequenta scuole cattoliche fino agli studi universitari alla Fordham University. Finiti gli studi, inizia a lavorare come pubblicitario e ad interessarsi di arte e musica, particolarmente al jazz e alla scrittura.
Nel 1971 pubblica il suo primo romanzo, Americana, tradotto in italiano solo nel 2000. Nel 1972 pubblica End Zone, tradotto in italiano nel 2014, e l'anno successivo Great Jones Street (tradotto in italiano nel 1997), che narra di un artista rock ritiratosi a vivere in un ambiente spoglio.
Alla fine degli anni settanta intraprende un lungo viaggio formativo in Medio Oriente e in India; successivamente si trasferisce in Grecia, dove vive per tre anni e scrive il suo ottavo romanzo, I nomi, che ha un buon successo come thriller psicologico. Torna quindi negli Stati Uniti dove scrive Rumore bianco (White Noise) con cui, nel 1985, vince il National Book Award. Viene ascritto al cosiddetto postmodernismo insieme a Thomas Pynchon, David Foster Wallace e Paul Auster.
Osservatore acuto della società americana nel passaggio di millennio e del suo immaginario collettivo, descrive la realtà che lo circonda con una scrittura in cui racconta la società attraverso i media, la religiosità, i riti profani e le liturgie della politica comprese di intrighi tesi alla conquista del potere.

## Tematica
Don DeLillo inizia a scrivere dalla metà degli anni settanta una serie di romanzi che descrivono e criticano l'America a lui contemporanea, accusata di perdere la propria possibilità di alimentare l'American Dream. Le teorie del complotto divengono centrali nella vita dei personaggi che l'autore descrive: in Running Dog viene descritto un giro di spie alla caccia di cimeli nazisti; in Rumore bianco viene descritto come il complotto sia entrato nel DNA dell'americano medio, trasformando la paranoia politica in domestica, e viceversa.

## Opere

### Romanzi
- Americana (Americana, 1971; 19892), trad. Marco Pensante, Milano, Il Saggiatore, 2000; Milano, Net, 2003; Torino, Einaudi, 2008.
- End Zone (End Zone, 1972), trad. Federica Aceto, Torino, Einaudi, 2014.
- Great Jones Street (Great Jones Street, 1973), trad. Marco Pensante, Milano, Il Saggiatore, 1997; Torino, Einaudi, 2009.
- La stella di Ratner (Ratner's Star, 1976), trad. Matteo Colombo, Torino, Einaudi, 2011.
- Giocatori (Players, 1977), trad. Maria Teresa Marenco, Napoli, Pironti, 1993; Torino, Einaudi, 2005.
- Cane che corre (Running Dog, 1978), tr. Livia Fascia, Napoli, Pironti, 1991; trad. Silvia Pareschi, Torino, Einaudi, 2006.
- Amazons, con lo pseudonimo di Cleo Birdwell, in collaborazione con Sue Buck, 1980
- I nomi (The Names, 1982), trad. Amalia Pistilli, Napoli, Pironti, 1990; Torino, Einaudi, 2004.
- Rumore bianco (White Noise, 1985), trad. Mario Biondi, Napoli, Pironti, 1987; Torino, Einaudi, 1999; trad. Federica Aceto, Torino, Einaudi, 2023.
- Libra (Libra, 1988), trad. Agnese Micheluzzi e Carmen Micillo, Napoli, Pironti, 1989; trad. Massimo Bocchiola, Torino, Einaudi, 2000.
- Mao II (Mao II, 1991), trad. Delfina Vezzoli, Milano, Leonardo, 1992, Torino, Einaudi, 2003.
- Pafko at The Wall: A Novella, 1992 [prologo di Underworld]
- Underworld (Underworld, 1997), trad. Delfina Vezzoli, Torino, Einaudi, 1999.
- Body art (The Body Artist, 2001), trad. Marisa Caramella, Torino, Einaudi, 2001.
- Cosmopolis (Cosmopolis, 2003), tr. Silvia Pareschi, Torino, Einaudi, 2003.
- L'uomo che cade (Falling Man, 2007), trad. Matteo Colombo, Torino, Einaudi, 2008.
- Punto omega (Point Omega, 2010), trad. Federica Aceto, Torino, Einaudi, 2010.
- Zero K (Zero K, 2016), trad. Federica Aceto, Torino, Einaudi, 2016.
- Il silenzio (The Silence, 2020), traduzione di Federica Aceto, Torino, Einaudi, 2021.

### Racconti

#### Raccolte di racconti
- L'angelo Esmeralda (The Angel Esmeralda: Nine Stories, 2011), trad. Federica Aceto, Torino, Einaudi, 2013.

#### Racconti non antologizzati
- The River Jordan (1960)
- Take the "A" Train (1962)
- Spaghetti and Meatballs (1965)
- Coming Sun.Mon.Tues. (1966)
- Baghdad Towers West (1967)
- The Uniforms (1970)
- In the Men's Room of the Sixteenth Century (1971)
- Total Lost Weekend (1972)
- Creation (1979)
- The Sightings (1979)
- Human Moments in World War III (1983)
- The Ivory Acrobat (1988)
- The Runner (1988)
- Pafko at the Wall (1992)
- The Angel Esmeralda (1995)
- Baader-Meinhof (2002)
- Still Life (2007)
- Midnight in Dostoevskij (2009)
- The Border of Fallen Bodies (2009)
- Hammer and Sickle (2010)

### Saggi
- American Blood: A Journey through the Labyrinth of Dallas and JFK (1983)
- Salman Rushdie Defense (scritto con Paul Auster, 1994)
- The Artist Naked in a Cage (1997)
- The Power of History (1997)
- A History of the Writer Alone in a Room (1999)
- In the Ruins of the Future (2001)
- Contrappunto (Counterpoint, 2004)

### Drammaturgie
- The Engineer of Moonlight (1979)
- La stanza bianca (The Day Room: a Play, 1986), trad. Alessandra Serra, Torino, Einaudi, 2003.
- The Rapture of the Athlete Assumed into Heaven (1992)
- Valparaiso (Valparaiso: a Play in Two Acts, 1999), trad. Alessandra Serra, Torino, Einaudi, 2002.
- The Mystery at the Middle of Ordinary Life (2000)
- Love-lies-bleeding (Love-Lies-Bleeding, 2005), trad. Alessandra Serra, Torino, Einaudi, 2006.
- The Word for Snow (2007)

### Sceneggiature
- Game 6, regia di Michael Hoffman (2005)

## Studi critici
- Marco Trainini, Don DeLillo, prefazione di Fabio Vittorini, Roma, Castelvecchi, 2016, ISBN 978-88-6944-739-6.